# Свети Георги (Велико Търново)
Вижте пояснителната страница за други значения на Свети Георги.
„Свети Георги“ е средновековна българска църква в град Велико Търново.

## История и архитектура
Намира се под южния склон на Трапезица на десния бряг на река Янтра, в кв. „Асенова махала“. Представлява масивно изградена каменна постройка с размери 10,4 х 5,12 м. По план църквата е еднокорабна, едноапсидна с притвор от запад и полуцилиндричен свод. Църквата се състои от две помещения. По-голямото включва наоса и олтарната част, а по-малкото е женското отделение. Между тях има доста голямо преддверие.
Построена е от ктитора кир Параскев и съпругата му Ирина. Над входа на същинската част на църквата е запазен надпис на гръцки език: „Благочестивите Параскева и Ирина по време на Великотърновския митрополит Гаврил поправиха и преправиха този храм на великомъченик Георгия в 7124 г. от сътворението на света. Беше започнат на 15 март и завършен на 20 май“. Храмът е издигнат върху основите на средновековна църква, която най-вероятно е функционира през столичния период на Търновград.
За по стар градеж говори значителна част от каменната зидария на църквата, а дебелият зид между преддверието и останалите помещения предполагат първоначалното съществуване на купол, който не е възстановен при преустройството и. Към същия период се отнасят и откритите останки от стенописи от по-ранен живописен слой в притвора на съществуващата църква.
През 1685 г. е направено ново стенописване на притвора и е подновен иконостаса.
Стенописите в църквата са дело на няколко майстори. Иконографската програма в наоса е опростена. В центъра на олтарната конха е разположено изображението „Св. Богородица Ширшая небес“, над него „Слизането на св. Дух при апостолите“, а под него – „Евхаристия“. В олтарната част са изображенията на св. Кирил Александрийски, св. архидякон Стефан, св. Йоан Дамаскин, св. Василий Велики и др. В протезисната ниша е изписана сцената „Христос в гроба“. В първия регистър на северната и южната стени на наоса са изписани светци-войни: св. Димитър, св. Георги, св. Теодор Тирон, св. Теодор Стратилат и др. На западната стена са изображенията на жени-светици, сред които се откроява това на св. Параскева. Вторият и третият регистър на северната стена е изпълнен от фризове с медальони в които са изписани многобройни християнски светци. Западната стена на наоса е заета от многофигурната композиция „Успение Богородично“. Тя е флангирана от изображенията на три епизода от цикъла „Страсната седмица“ – „Тайната вечеря“, „Носенето на кръста“ и „Изкачване на кръста“.
В притвора на храма има запазени останки от два живописни слоя. От първия са оцелели „Сътворението на света“ и фигурите на пророк Илия и старозаветния праведник Енох. В притвора правят впечатление композициите „Страшният съд“ – представена в три хоризонтални пояса на източната стена и „Сватбата на Кана Галилейска“ – на западната стена. Много стенописни елементи в църквата „Св. Георги“ са специфични и за декоративната украса на арбанашките църкви.
През XIX в. църквата „Св. Георги“ е под покровителството на търновския табашки еснаф. Тук е заседавала лонджата на еснафа до построяването на специална за целта сграда.
Реставрацията и консервацията на църквата са осъществени през периода 1968 -1971 г. по проект на арх. Боян Кузупов.
Църквата е обявена за народна старина (ДВ, бр. 69/1927). Архитектурно-строителен паметник на културата с национално значение (ДВ, бр. 102/1964) и художествен паметник на културата с национално значение (декл. писмо № 2586/05.07.1979).